# Dacnis lineata
El dacnis carinegro (en Ecuador) (Dacnis lineata), también denominado dacnis carinegra (en Colombia), mielero de cara negra, dacnis de cara negra (en Perú) o mielero celeste (en Venezuela), es una especie de ave paseriforme de la familia Thraupidae, perteneciente al  género Dacnis. Es nativo de América del Sur, en la cuenca amazónica y en el escudo guayanés. 

## Distribución y hábitat
Se distribuye por las tierras bajas a oriente de los Andes desde el extremo oeste de Venezuela, hacia el sur por Colombia, este de Ecuador, este de Perú, hasta el centro de Bolivia, hacia el este por el sureste de Colombia, sur y este de Venezuela, Guyana, Surinam, Guayana Francesa y la totalidad de la Amazonia brasileña.
Esta especie es ampliamente diseminada y generalmente común en sus hábitats naturales: el dosel y los bordes de selvas húmedas, principalmente por debajo de los 1200m de altitud.

## Descripción
Mide 11 a 12 cm de longitud. La corona, garganta, pecho, lados y flancos del macho son de color azul, el resto del plumaje es negro, excepto el vientre que es blanco. El iris es amarillo llamativo. La hembra es principalmente verde oliva por encima y más pálida y grisácea por debajo.

## Alimentación
Se alimenta de frutos, bayas, semillas e insectos. Generalmente busca alimento a una altura del suelo de 10 a 50 m, en la copa de los árboles, pero a veces desciende hasta los arbustos frutales. Busca los insectos en las ramas de los árboles.

## Reproducción
Tanto el macho como la hembra participan en la construcción del nido y la alimentación de los pichones. La hembra pone tres a cinco huevos y los incuba sola, mientras el macho la alimenta.

## Sistemática

### Descripción original
La especie D. lineata fue descrita por primera vez por el naturalista alemán Johann Friedrich Gmelin en 1789 bajo el nombre científico Motacilla lineata; su localidad tipo es: «Guayana Francesa».

### Etimología
El nombre genérico femenino Dacnis deriva de la palabra griega «daknis», tipo de ave de Egipto, no identificada, mencionada por Hesiquio y por el gramático Sexto Pompeyo Festo; y el nombre de la especie «lineata» proviene del latín  «lineatus»: marcado con líneas, rayado.

### Taxonomía
Los amplios estudios filogenéticos recientes demuestran que la presente especie es pariente próxima de Dacnis viguieri y el par formado por ambas es próximo a Dacnis hartlaubi.
Diversos autores consideran que la especie trasandina Dacnis egregia, tradicionalmente tratada como una subespecie de la presente, es una especie separada, con base en diferencias de plumaje (presenta vientre y hombros amarillos) y separación geográfica. Sin embargo, el Comité de Clasificación de Sudamérica (SACC) rechazó su reconocimiento en la Propuesta N° 103 debido a insuficiencia de datos publicados.